# 妖怪旅館營業中角色列表
本列表呈現了日本作家友麻碧的輕小說作品《妖怪旅館營業中》及其衍生之漫畫、動畫、舞台劇作品的登場人物。該作品和作者友麻碧的另兩部輕小說著作《淺草鬼妻日記》、《水無月家的婚約》（日语：水無月家の許嫁）的故事有共同世界觀，故事時間線早於《淺草鬼妻日記》、《水無月家の許嫁》，三部作品的相關角色也會互相客串登場。
※中文譯名以台灣角川書店之繁體中文版為準。

## 登場角色介紹
- 配音員為動畫版聲演名單，真人舞台劇演員另註記。

### 隱世

#### 天神屋
座落隱世東北方的老字號旅館，因為地處鬼門，經常有往來異世的妖怪鬼神訪客投宿。原創辦者為黃金童子，現任經營者為大老闆剎，有著憑藉候選人能力，挑選合適職位和拔擢員工的制度，以及職員幹部開會時和與客人交易時，會配戴面具交涉的企業文化。東北方大地因為「天神屋」員工利用當地葯泉努力研究出淨化邪氣的特效藥得以重生。受史郎生前和「天神屋」往來頻繁、大老闆和史郎的孫女葵締結婚約、葵的料理手藝陸續吸引隱世名人造訪推薦等因素影響，「天神屋」的名聲和生意也跟著攀升。後一度因為大老闆的邪鬼身份曝光導致生意下滑，但後來透過和其他方大地的合作策略兼計劃提供來往于現世與隱世兩地的妖怪各種援助方案令生意好轉。
津場木葵（聲：東山奈央；真人舞台劇演員：野本ほたる）
人類。本作女主角，繼承祖父強大靈力的大學文學院二年級女學生，能夠看見妖怪，有著深褐色的中長髮和紫色的雙瞳，其容貌經常被妖怪們認為和祖父史郎年輕時期相仿。性格耿直勇敢，擅長做菜，透過其手製作的料理擁有卸下人類和妖怪的心防及治癒他人身心的力量，以及加成補充靈力的作用，同時也是個超級吃貨，只要是攸關料理的事情便會燃起熱情。但受能看見妖怪的力量影響，和除了史郎以外的其他對象關係極度疏離，對死於空難的父親杏太郎毫無印象。實質和其他津場木家的族人受史郎的詛咒波及，血緣與史郎越親近之人，越容易遭遇不幸。
葵在年幼時因為能看見妖怪的能力被母親和他人排擠，最終更因此被母親拋棄獨自留守在家，在某個雷雨天差點餓死時被妖怪（後揭露施救者為大老闆和銀次，黃金童子則是居中支援大老闆）救了一命，受益此事打破詛咒迴避了命中必將一死的後果，她在接受妖怪為期一周的救濟後，被上門查訪的社工發現並安置在孤兒院一段時期，因此只要有誰餓著肚子，不管是人類還是妖怪都無法袖手旁觀，同時受此創傷經驗影響害怕打雷。葵後續由祖父帶出孤兒院領養，祖孫倆居住在九州北部地區相依為命，經由祖父的指導習得料理的方式，屢屢藉著料理解決攸關妖怪的問題，對祖父未能嚐到自己製作的料理作為人生最後一餐而耿耿於懷，然而因為祖父生前和隱世的旅店「天神屋」的鬼神大老闆有約，被祖父當作還債的擔保品。
祖父逝世一個月後在前往學校的途中，葵遇見當時因飢餓待在神社階梯休息的大老闆，遂將自製的便當讓給對方享用，因而被後者認出，在取回便當盒時被大老闆帶到隱世。百般不願嫁給大老闆的她，本打算在天神屋找工作來還債卻四處碰壁，後偶然發現即將被天神屋棄置的附屬小餐館，決定經營小餐館來賺錢還債，在銀次與松葉的鼓勵下決定在經營餐館，名聲也越來越好，重新開張的小餐館由松葉命名為「夕顏」。同時葵亦因為作為史郎的孫女和大老闆未婚妻的身分，還有自身具備的靈力而開始備受隱世居民注目，也在協助隱世居民調解問題的過程中，逐漸了解祖父史郎的過往和隱世居民建立羈絆。
葵起初對於大老闆有些隔閡，但漸漸相處後對他也慢慢有些好感，小說第六卷第九話被大老闆強吻。因為多年前被妖怪解救免於餓死的事件，和銀次有著不解之緣。南方祭典事件中，受前任南方八葉磯姬的靈魂指示擔任儀式主廚，促成天神屋和折尾屋的和解與合作，於事後和當年救助她的銀次相認。隨著大老闆被雷獸設局陷害，為拉攏支援的勢力，遂偕同天神屋成員旅歷隱世。小說第九卷揭露葵實於兒時被大老闆所救後，親口和當時的大老闆許訂婚約，但是大老闆不希望葵被婚約束縛，故在葵見及被囚禁於地底洞穴的大老闆時，向葵遞出解除婚約的契約書。
小說第十卷偕同眾人推翻雷獸的陰謀後，返回現世生活兼完成大學的學業。結局裡葵正式從大學畢業，偕同迎接她的大老闆造訪津場木一族說明生涯規劃，返回隱世生活，兩者結婚成為夫妻。第十一卷因為律子夫人的逝世，開始深思自己是否真的能勝任母親的角色，將律子夫人視作為人母的榜樣，選擇珍惜當下與成就更好的自己。第十二卷透露隨著隱世妖怪前往現世留學的比例增加，隱世和現世居民之間的問題陸續浮現，以至於許多前往現世留學的妖怪紛紛向葵求助諮詢，葵則以自身抵達隱世生活的經驗給予妖怪們啟示。後續在作者另一部作品《淺草鬼妻日記》提及大老闆和葵婚後生活幸福美滿，與大老闆相熟的妖怪們泰半認為這段婚姻是改變大老闆的主因。
配音員石川界人將葵評為是個帶有男孩子氣、以積極態度面對難關的女主角，同時是讓這部作品獲得成功的角色。動畫版飾演大老闆的配音員小西克幸則在訪談中評論葵是個不輕易放棄、為人直率努力且心地善良感情強烈的女孩，但有時候會在說話時沒有認真思考自己的想法，這會讓大老闆感到不妙，表示自己看見葵如此努力時，會想要支持她。
大老闆／剎（聲：小西克幸；真人舞台劇演員：仲田博喜 / 小笠原健（折尾屋篇））
鬼神。本作第一男主角，隱世的老字號旅館「天神屋」的大老闆，真實名字為「剎」。平常外型是長有兩根短頭角，黑髮紅瞳的男性；原型則是蓄著黑色長髮，渾身散發邪氣的紅瞳邪鬼。相當出色的鬼神，擔任統治隱世的「八葉」之一員，負責統治隱世的東北方大地（鬼門大地）。旅館員工形容他是位個性冷酷殘忍、令人摸不清底細的大人物，舉手投足帶著高雅氣質，且飄忽不定令人猜不透他的想法。由於是在充斥邪氣的地區成長，故對於邪氣免疫。擅長利用變身術偽裝行動，有時會因為旅遊和商業考察需求而前往現世，擬定經營策略。在「天神屋」有塊專屬自己的菜園，喜歡蛋，討厭南瓜。
原本是自遠古時期棲息隱世東北方大地的原住民妖怪「剎鬼一族」的族人，因為隱世的原住民種族和移居隱世的常世妖怪之間展開土地鬥爭，殺害初代大妖王的「剎鬼一族」盡數遭滅族，當時年齡尚小的大老闆（剎）則透過具備相當地位的雙親協助從隱世逃往現世生活，數度透過同為鬼族的友人酒吞童子協助來往隱世和現世，最終決定回歸隱世生活，卻因此被封印在東北方大地地底，直至五百年前被當時的黃金童子解放重獲自由，獲黃金童子收容踏進當時對方經營的「天神屋」成為工作人員，進入隱世首府「文門院大學」就讀，接替離任的黃金童子成為繼任「天神屋」老闆。幾十年前與史郎定下了「將史郎靈力最強的孫女作為妻子」契約，於十幾年前偶遇當時被母親拋棄、瀕臨餓斃的葵，以削減自己的壽命（委託黃金童子協助取出自己的「靈力核心」給葵食用，自己則用黃金童子賦與的「代核」維持性命）為代價挽救葵的性命，同時委託銀次在自己無法動身的期間，持續幫助葵直至她脫離險境為止。為此在史郎過世後，履行約定將葵帶到隱世，同時要求葵嫁給自己，雖然冷酷但對於葵相當溫柔且照顧，一旦葵遇上危險會不顧一切地前去救助，隨著和葵相處亦開始稱呼後者為自己的妻子。
大老闆在小說第七卷因為遭雷獸設局陷害，不慎於妖王的面前露出鬼神原形遭受囚禁，後來在天神屋眾人與黃金童子居中的協助下，開始策劃反擊計畫。及後大老闆在小說第九卷駐留文門院大學期間，向葵透露史郎的過去和津木場家的詛咒，正式坦承多年前用自己的「靈力核心」解救瀕臨餓斃的葵兼消除其詛咒的事實，他被文門院大學時期的昔日同窗兼妖都將軍黑亥逮捕，遭囚禁於昔日封印他的地底洞穴，對試圖解救他的葵遞出解除婚約的契約書。
小說第十卷經由眾人的幫助，於夜行會向包含妖王在內的眾人道出真相，成功揭發雷獸的陰謀。事後大老闆為了讓葵追求屬於自己真正的幸福，讓葵返回現世生活兼完成大學的學業，不時抽空前往現世探望葵。結局裡大老闆正式陪同大學畢業的葵會晤津場木一族，將史郎生前和葵居住的房屋改成供現世留學的妖怪居住的宿舍，兩者返回隱世結婚成為夫妻。小說第十一卷顯示大老闆和葵婚後生活和睦，大老闆表明已規劃好往後至晚年的生活，有意和葵育有自己的孩子。後續在作者另一部作品《淺草鬼妻日記》也有登場，補述該作男主角同時是酒吞童子轉世的人類少年天酒馨自前世時期便和大老闆是摯交，大老闆同時知曉茨木童子轉世的女主角茨木真紀的存在。結婚後的大老闆仍會不時抵達現世宣傳天神屋開發的特產，與之相熟的妖怪們皆從其言談態度，察覺大老闆和葵結婚後的轉變。
動畫版飾演大老闆的配音員小西克幸在訪談中評稱，大老闆身兼八葉職責和「天神屋」業主的身份，總體上是個嚴格之人，認為大老闆散發著冷靜而神秘但不像人類的氣質，本身具備著難以捉摸的特性，但是大老闆論及葵的時候感情變得豐富化，對他而言是個具有詮釋難度的角色，表示自己更喜歡大老闆卸下平常表現很酷的面具的時候。小西認為大老闆的角色魅力在於他平時安靜、冷靜，從不拋棄夥伴且密切注意每個細節。
銀次（聲：土岐隼一（青年型態）、富田美憂（童年時代）；真人舞台劇演員：大平峻也 / 上仁樹（折尾屋篇））
九尾狐。本作第二男主角，被人稱為「天神屋」的招財狐狸，擔任小老闆，處事手段圓滑，工作能力很強，各方面都非常完美，被各處部署倚重。喜歡的食物是酒和豆皮壽司，擅長變化之術，能夠依照需求變換出九種外貌。平常多以相貌端正的銀髮青年型態現身示眾。因為工作時而需要前往現世出差，基於交通考量遂利用休假期間考取現世駕照。
原本和亂丸是出身南方大地的孤兒，當時尚未成為南方八葉的磯姬預知兩者將來會成為守護南方大地的神獸，遂收養和將兩者視如己出，接受磯姬指定成為守護南方大地常之島神社的神獸。磯姬為守護南方土地犧牲後，跟著同為守護神獸的亂丸成為「折尾屋」的創始時期工作人員，但因為不認同亂丸的管理方式遂轉職至「天神屋」，同時立約在「天神屋」服務滿五十年後會回歸折尾屋任職。五十年期間因緣際會，和另一名妖怪（大老闆剎）遇見當時被母親獨自拋棄在家瀕臨餓死的葵，於這段期間帶著食物探望葵，遵照大老闆的指示給她改變命運的最後一餐，令其得以存活，還引導其他人類幫助葵脫困，故而在時隔多年後，認出被大老闆帶來隱世的葵，引導她認識天神屋的環境，同時在相處幫助葵的過程中對她萌生好感，促成和幫助葵經營「夕顏」。
天神屋服務滿五十年後，回到折尾屋，偕同折尾屋員工們籌備消災儀式的期間和亂丸消弭前嫌，再度以兄弟相稱，消災儀式過後於小說第五卷第九話（動畫第26話）向葵坦承自己正是當年解救陪伴她的其中一名妖怪，雙方正式相認，經由大老闆的同意再度返回天神屋復任小老闆和葵經營「夕顏」。隨著葵逐漸對大老闆產生感情，銀次認知自己的處境和對葵的感情，選擇隱藏自己的心意和維持界線協助天神屋。小說第十卷裡正式向葵表達傾慕和重視之意，選擇放手成全葵的心願；葵也向銀次表達喜歡他的心意。
小說第十一卷透過調查發現自己和亂丸來自常世的身世淵源，被亂丸勸說要放下葵這個初戀，並一度被亂丸強迫一同去光顧花街柳巷，在他堅決拒絕後拖著爛醉的亂丸回到旅店。雖然他仍十分懷念那段和葵一同經營夕顏的時光，卻因各自職務繁忙使兩人相處時間縮減，亦擔心著百年後沒有了大老闆和葵的天神屋，但銀次在內心發誓要盡己所能努力工作，守護天神屋與那兩人的未來，並將其精神銘記於心，將之流傳後世。
擔任動畫版銀次聲演的配音員土岐隼一論及對動畫版印象最深刻的場景時，指稱是動畫版第13話葵和天神屋人員舉辦宴會的時候，表示自己在進行這段情節的配音期間，是抱持著盡力而為的心態錄音，至於該集開頭葵含淚擔憂虛弱倒下的銀次的場面，則是嘗試著拿捏葵為銀次邊哭泣邊說「不只是我，天神屋的每個人都必須指望你，銀次，我感到很欣慰」的感覺進行演繹。土岐對銀次的角色評價為「很善良，即使自己沒有安全感，也從不表現出來，總是能以同樣的方式對待任何人。我很佩服他讓周圍的人臉上露出笑容，渴望有一天能像銀次一樣。」。動畫版飾演亂丸的配音員石川界人將銀次評為帶有不穩定性質的角色，指稱銀次論及葵時會突然感到沮喪，然後又會變得非常興奮，石川認為銀次雖然是妖怪，卻很像人類的特質是其有趣之處。
曉（聲：内田雄馬；真人舞台劇演員：反橋宗一郎）
土蜘蛛。擔任「天神屋」的大掌櫃，左撇子，個性看起來衝動又固執、言行舉止比較粗魯，但其實對任何事情都認真看待，也很會照顧人。崇拜大老闆，非常疼愛妹妹鈴蘭但非常拿她沒辦法，兄妹打架還輸給妹妹。雙親為土蜘蛛和女郎蜘蛛，多年前寺廟住持委託驅魔師驅魔，導致雙親和其他手足喪生而開始痛恨人類，約30幾至40幾年前曾和鈴蘭為尋覓棲身之處抵達人間，為了保護當時虛弱的妹妹而反擊人類驅魔師，被當時介入的史郎制服和收留兄妹倆，當成傭人差遣一段期間。後來大老闆接受史郎的委託將兄妹倆帶來隱世，史郎卻在和大老闆協商債務時酒醉鬧場，從此對史郎和後來抵達隱世的葵抱有複雜觀感，經由當時離職轉任「折尾屋」掌櫃的前任「天神屋」大掌櫃葉鳥親自推薦，獲得提拔成為繼任掌櫃，同時也是紀錄上被選為幹部時的年紀最年輕的潛力股。
初期對大老闆選擇和葵締結婚約一事不以為然，但在首度造訪葵尚未正式開張經營的餐館時，在葵的指導下學會製作水餃，經過葵的婉勸調解和鈴蘭之間的關係，選擇祝福鈴蘭前往現世生活，也逐漸將葵視為友人相待和成為「夕顏」的常客。劇情後期因為和阿涼協助葉澄的妻子鷹子接生一事，開始留意阿涼和產生情感，最終在小說第十卷和阿涼訂婚。小說第十一卷正式和阿涼結婚，被提拔為「天神屋」的小老闆。
阿涼（聲：加隈亞衣；真人舞台劇演員：長谷川里桃）
雪女。擔任「天神屋」女二掌櫃，擁有過人的交際和談判技巧，擅長在較棘手的顧客對旅館申訴不滿時出面斡旋，備受天神屋員工器重。雖然言行舉止十分強硬，但也有像個孩子一般任性的一面。因為種族的關係很怕熱，接觸高溫和火源會出現發燒症狀。同時為了保持身為女將的形象，十分注意自己的打扮舉止，但與外表相反，其實是個大胃王。
出身於東北與北方交界處的荒涼山村，童年時期因為家境貧困，離鄉至城鎮工作，但因為頻頻出錯而經常被時任雇主家的女主人虐待，隨女主人投宿「天神屋」期間，不慎打破女主人從現世帶來贈送給大老闆的擺盤，遭女主人毆打，獲大老闆協助出面解危。被大老闆藉次機緣收容和從頭指導的阿涼對其產生傾慕之情，為博得其青睞而勤奮工作，從天神屋的接待員被一目女掌櫃推薦提拔，成為「天神屋」女二掌櫃，但也在爭取升遷的過程得罪許多天神屋的員工。
仰慕大老闆，起先不喜歡葵，因為在大老闆和葵逛銀天街期間，擅離職守兼出手襲擊後者，被降職為女服務員，但從受到葵的照顧和品嘗過她的料理後，慢慢和葵友好相處成了夕顏的常客。對於自己已過適婚年齡仍未有好歸宿一事煩惱。小說第八卷因為在北方大地襄助天神屋和解救春日有功，獲會計長白夜、女掌櫃阿市、女二掌櫃菊乃的舉薦，而復任女二掌櫃的職位。
小說第十卷因為和曉協助葉澄的妻子鷹子接生一事，被曉開始留意和產生情感，最終在小說第十卷和曉訂婚，雙方在小說第十一卷正式結婚。
白夜（聲：田丸篤志；真人舞台劇演員：木津つばさ / 前嶋曜（折尾屋篇））
白澤。出身常世的妖怪，大老闆的熟交，即使在「天神屋」也被認為是重量級人物的老面孔，掌管旅館所有金流事宜的帳房主管。原型狀態則是擁有九隻眼睛的白色巨獸。學識淵博且個性嚴厲，鄙視遊手好閒和心術不正的對象。大老闆因事出差期間，也會負責代理大老闆的職位管理「天神屋」。原本任職於妖都皇宮，從官員升遷為王族的教師，是促成隱世皇室建立八葉制度的關鍵人物，現時偶爾兼任隱世首府文門院大學的教師，八葉之中也不乏受到他照顧的人，因此有許多人對他都得畢恭畢敬，亦是少數能令雷獸聞之色變的存在。喜歡豆腐料理。雖然平常言談舉止正經嚴謹，但曾經趁著天神屋暫停營業期間，藉職權之便趁機享用旅館的所有服務設施放鬆玩樂，透露其也有喜享樂的一面。在天神屋的後山祕密飼養著名為管子貓的小妖怪，相當疼愛他們還會露出與原本性格相反的和藹表情，還因此成為被史郎和葵掌握到把柄，討厭總是胡搞瞎搞的史郎。
六百年前還在妖都皇宮任職期間，邂逅名為鈴女的人類女子與之相戀成婚。鈴女過身後，白夜經由黃金童子的引導和當時剛從鬼門大地的封印解放的大老闆（剎）會面，看穿大老闆的邪鬼，但也察覺到他的身分和資質非比尋常，故以此機緣成為天神屋草創時期的資深員工。
初期曾反對葵經營「夕顏」，要求她立刻與大老闆成婚，但在看到夕顏步上正軌後要她繼續努力，並告知葵攸關縫之陰和律子的結婚紀念筵席委託。大老闆被雷獸設局監禁在妖都期間，負責主持「天神屋」的經營和籌策解救大老闆的計策。小說第七卷中因為雷獸使用現身大鏡照射而被強制露出原形，導致力量一度衰弱，但及時嚐到葵出發前給他的點心而恢復靈力，逃出王宮和佐助及葵會合。
天神屋在北方大地駐留期間，和折尾屋店主亂丸成為默契之交。小說第十卷偕同銀次、亂丸拘捕陷害大老闆的雷獸，將其交由妖王裁決，及時用妖術治療被雷獸重創的妖王。小說第十一卷和葵前往後山調查天神屋員工之間謠傳的鬧鬼傳聞，向葵說明「入間菇」的特性，與佐助逮住試圖盜獵管子貓的盜獵者，命令鐮鼬們協助找出在後山遇難的鹿妖的遺體。
春日（聲：中惠光城；真人舞台劇演員：西田奈未）
狸妖。「天神屋」的接待員之一，出身西北方大地（文門大地）的名家文門狸一族，為西北大地八葉的孫女暨右大臣家康公的女兒，千秋的姪女。性格開朗且認真負責、亦是萬事通，對於各種各樣的事情都抱有興趣，即使葵是人類也亳不介意地與她搭話，受驚嚇的時候會變成小狸貓。與靜奈是室友。兒時和北方大地八葉冰人賢者的孫子清為互有好感的兒時玩伴，某次因為偷拿祖母夏葉的常世通行證帶清前往常世探險，被帶回家族後不但被禁止和清來往，還遭身為八葉的祖母逐出家門無處可歸，被大老闆收留擔任接待員，為少數和阿涼關係良好的員工。因為家族權勢顧及西北方大地和北方大地的密切關聯，欲藉著聯姻安定北方局勢，被祖母夏葉安排和成為繼任北方八葉的清聯姻，在小說第六卷正式辭職出嫁北方，婚後和清真情相待，以北方八葉之妻的身份幫助被雷獸陷害的天神屋等人。小說第十卷雷獸被妖王驅逐出隱世後，對於某些贊同雷獸將大老闆埋於隱世地底淨化邪氣提議、事後爭相推託的八葉們感到不以為然。
小說第十一卷因為冰人族要求清納妾、清和春日共同反對此事的情況險遭投毒暗殺，趁著冬季返回天神屋探望葵等人和攜帶螃蟹作伴手禮，向葵借鑑輔助清的方式。返回北方大地次年和清育有一對龍鳳胎。
佐助（聲：井上雄貴；真人舞台劇演員：湯淺雅恭）
鐮鼬。在「天神屋」擔任庭園師兼密探，外表為忍者打扮的少年，白天與其部下負責天神屋的掃除工作，晚上則負責巡邏旅館週遭環境和護衛，確保旅館安全，說話帶有古式腔調，口頭禪是尾句加上「是也」作結束。曾經多度和年輕時期的史郎四處惡作劇和偷拿「天神屋」廚房的食物，以及偷窺女浴池。劇情中後期參與了「天神屋」眾人援救大老闆的行動。
靜奈（聲：上田麗奈）
濡女。擔任「天神屋」的女性澡堂溫泉師，外表為黑色波浪頭長髮的少女，性格怯懦又內向，心地也很善良。喜歡著時彥，心情處於消極狀態時，會加重週遭環境的濕氣，原本討厭吃蔬菜，但因為和時彥種植番茄的經歷，開始喜歡吃夏季的蔬菜和秋葵。擁有感應蘊藏大地深藏自然能源的特殊能力，藉著這項天賦四處搜尋和挖掘溫泉，也能施展名為泉術的妖術來調配溫泉，她調配的溫泉受到許多客人讚賞。出身南方大地的貧瘠村落，某日在暴風雨中前往深山摘取山菜，遇見當時迷路無法動彈的時彥（動畫版則是時彥主動向靜奈交流），靜奈被後者收養和傳授防身術及泉術，待在「折尾屋」任職溫泉師，後來隨同時彥探勘溫泉，不慎喚醒水源處的邪鬼，導致時彥為保護她而受傷，出於贖罪而在時彥為其說情的狀況離開「折尾屋」，被大老闆收留，透過大老闆和葵的居間協助，向時彥表達自己的心意。劇情中期開始居間協助「天神屋」商品開發部研製特殊藥劑。
小說第十一卷趁著新年假期前往「折尾屋」和時彥共度節日。
千秋（聲：江口拓也）
狸妖。擔任「天神屋」鞋物整理和保管，兼任門房領班負責管理打雜小鬼們，和曉同樣是「天神屋」的新人幹部。其實是文門狸一族派往當地執行調查情報的密探，是春日的叔叔，右大臣家康公的弟弟，西北方八葉的兒子。個性謙和，喜好讀書，學生時期以首席畢業生身份完成文門院大學的學業，同時認識了同族戀人楓締結婚約。小說第九卷正式和任職文門院圖書館管理員的楓結婚，委託葵為文門院大學的留宿生製作便當，在大老闆和葵短暫駐留西北方文門大地期間，偕同妻子提供兩者不少協助。小說第十卷迎接成功救回大老闆的「天神屋」眾人，借來文门研究所的妖怪照相机為眾人拍攝合照。
砂樂（聲：關智一）
千年土竜。統領「天神屋」地下工廠兼發明設施的開發部長，天神屋創店時期的資深職員。人化的外型是名留著梳成長辮的長髮，配戴墨鏡的男子，被「天神屋」員工稱為「砂樂博士」，稱呼葵「小嬌妻」。平常討厭陽光，不善交際，熱衷埋首研究知識和構思開發新商品，一旦論及研究開發的議題就會變得很健談。因為其在土龍一族裡屬於優秀的研究人材，過去曾被妖都研究人員相中和強行帶往宮裡脅迫其協助從事非人的研究，加著當時的妖都宮殿是依靠汲取自地底的龐大靈力來維持運作，結果因為妖都過度開采地底層導致誤觸惡質邪氣的根源，造成邪氣外泄，為了阻止邪氣外泄而打造『迷宮牢獄』，犧牲了無數擁有能吸收邪氣體質的剎鬼一族族人而懷咎在心。後來被大老闆和白夜所救，獲得兩者收容留在天神屋，遂以報答天神屋恩情為由擔任開發部長協助開發伴手禮品。
為了開發和改良「天神屋」的食品伴手禮而煩惱，故在獲知葵的事蹟後，請求擅於料理的葵協助構思「天神屋」的食品伴手禮。小說第十卷幫助天神屋等人潛入『迷宮牢獄』，和靜奈研發出淨化隱世外洩的邪氣的藥劑，幫助眾人免於邪氣的危害。
女將（聲：儀武祐子）
目一鬼/單眼妖怪。名為阿市，擔任「天神屋」的女掌櫃，個性嚴肅，為當初舉薦阿涼擔任女二掌櫃的資深員工，阿涼襲擊葵的事件過後，當著眾員工面前斥責阿涼令自己顏面盡失。
料理長（聲：高橋伸也）
達摩。擔任「天神屋」料理長，是個臉型粗曠，體態壯碩的紅皮膚大叔，對於自己的料理有一定的堅持，對於要求換新菜色的天狗們感到不屑而吵了起來。看似固執但也很有責任心，對於幽禁葵的見習達摩們也不刻意坦護，且願引咎辭職以示負責，最後在葵的辯護下只得到加倍工作的懲處，對於葵的蠻橫與不講理相當欣賞，願免費招待葵自己製作的懷石料理表示感謝。
達摩（聲：木田祐、中村太亮、山本彬）
達摩。擔任「天神屋」見習廚師。三人的長相都一樣，人形的模樣是體態發福又白皮膚，臉上有紋路的光頭青年。對於葵的料理評價相當眼紅，故意對其惡作劇，但因為性格笨拙又幼稚而被識破，三人受不明人士慫恿（從後面劇情得知為黃金童子暗地教唆）而將葵幽禁在市場倉庫，雖沒惡意但還是讓葵身處險境。事發後三人被料理長教訓一頓並一同向大老闆請罪，最終在葵幫料理長的辯護與大老闆的寬容下，只得到加倍工作的懲罰，之後三人還被葵使喚。
無臉女（聲：平山笑美（松）、清水彩香（竹）、齋藤小浪（梅））
野篦坊。「天神屋」的接待員之一，直接隸屬於大老闆之下。有三位：松、竹、梅，負責向葵介紹「天神屋」的員工，經常負責為葵梳洗裝扮。
菊乃
阿涼擔任女二掌櫃前的前任女二掌櫃，已婚，阿涼被降職後，被再次調回女二掌櫃的職位。小說第八卷裡和白夜、阿市決議讓阿涼復任女二掌櫃。
才藏
鐮鼬。擔任「天神屋」的庭園長兼密探（護衛），佐助的父親。
和音
「天神屋」的溫泉助理長，靜奈的徒弟，做事十分幹練，總是支持著靜奈。
沼十郎河童
「天神屋」的男性澡堂首席溫泉師，是一位河童老人家，屆臨退休且德高望重，與手鞠河童的小不點不同，是傳統的河童族，身形大小跟一般人類相仿，背殼為深褐色，與小不點感情不錯時常聊天，聽說愛吃甜食。
鐵鼠
「天神屋」地下開發工廠的員工，由鐵鼠廠長帶領，負責製造天神屋的特產商品。
管子貓（聲：古賀葵、清水彩香、東城日沙子、齋藤小浪、平山笑美、角川早織）
管狐。棲息在「天神屋」旅館後方竹林裡的野生妖怪，喜歡人類女性，非常親近白夜和葵。被葵餵食吐司邊後喜歡上這般滋味。
小不點（聲：石見舞菜香）
跟在葵身邊的手鞠河童，也是葵的眷屬之一，喜歡撒嬌賣萌和黃瓜，能夠理解特殊妖怪的語言。因在現世生活不易而跟隨葵到隱世，和磯姬是劇裡少數能和海坊主對話的妖怪，也曾幫助葵與雪之子之間做溝通。本作中由於雷獸刻意針對陷害葵，連帶遭雷獸欺負，於小說第九卷在妖王放逐雷獸的時候，偕同葵用空便當盒作弄雷獸還治其人之身。小說第十一卷為了向同族宣揚隱世美好前往現世旅行，返回天神屋將自己蒐集到的希有金天使貼紙送給熊衛門。
該角色的所屬種族「手鞠河童」也成為作者友麻碧後續其他系列作登場河童角色的設計原型，在友麻碧的作品《淺草鬼妻日記》、《水無月家の許嫁》均有登場。友麻碧在2024年1月於個人「X」平台發文稱自己的6部旗下作品便有4部出現手鞠河童屬的蹤跡。
愛（聲：洲崎綾）
鬼火。藏身於大老闆贈與葵的綠項墜裡的綠妖火，個性直率天真，原本隸屬大老闆，本一度耗盡靈力而完成使命，但因為葵保留項墜，吸收葵的靈力和透過大老闆加持妖力令其覺醒，成為葵的眷屬，大老闆遂採用葵的名字及其作為兩人愛的結晶為命名基礎，將葵的名字日語讀音「あおい」取走中間的「お」讀音，為其命名為「愛（あい）」。透過吸收葵的靈力維生，晚間吸收的靈力量增加，擁有變身成他人模樣和操縱火的能力，後來在百目山修練習得幻化姿態的技巧。（動畫：幻化成葵時，髮色瞳色都為綠色。）（小說：人形原貌為容貌神似大老闆，眼睛顏色則和葵相同的十四歲少女。）
偕同天神屋員工解救大老闆期間，為天神屋員工提供不少幫助。小說第十卷雷獸被驅逐出隱世後，被準備返回現世完成學業的葵給與食譜兼委託協助經營「夕顏」。

#### 折尾屋
座落隱世南方大地靠海地區，被名為「雲之松原」的松樹林環繞的妖怪旅館，和「天神屋」處於對立但偶爾會互助的關係。因為採取不允許失敗的管理體制，難以建立深厚團隊意識，員工隨時處於緊繃狀態，幹部流失率亦高居不下，為改善南方大地經濟狀況與發展的重要旅館。
黃金童子（聲：悠木碧；真人舞台劇演員：平松可奈子 / 高橋紗妃（折尾屋篇））
座敷童子。創立「天神屋」擔任的初代大女將，現為「折尾屋」的大女將，「折尾屋」的真正主人，外型看起來像一個稍縱即逝的金髪紫瞳女孩，但在某個地方也有一種成熟的氛圍，而且葵每次造訪的時候，都會留下任何神秘的東西。喜歡紅豆甜點。擅長使用隱藏指定對象存在的「神隱之術」及束縛指定對象的「金縛之術」，亦能使和她見面過的對象短暫進入無意識狀態，此外還可以影響所在處和被她光顧過的店家運勢吉兇。被隱世眾人列為『隱世四仙』的一員，地位高於八葉，擁有在妖王面前發言的資格和其他權限，包含調動「天神屋」和「折尾屋」的人事職位。
原本是東北方大地「天神城」的城主，將「天神城」改建成旅館「天神屋」營業，五百年前解放當時被封印在東北大地的大老闆剎，收留其為「天神屋」的員工，並任命其為天神屋的大老闆一職，將「天神屋」交給大老闆經營後，因為身為友人的時任南方八葉磯姬過世，轉而前往南方擔任代理八葉接管該地區一段時間，以此契機創立「折尾屋」，將營業知識傳授給亂丸和銀次，之後將南方八葉的職位交接給亂丸。在葵幼年瀕臨餓死的事件中，接受大老闆的請求，協助取出大老闆的靈核給葵食用，是當年協助挽救葵的其中一名關鍵角色。
獨自造訪「夕顏」期間，獲得葵的友善款待而開始留意她，為暗地教唆達摩困住葵兼指使折尾屋綁架葵、令其協助籌辦消災儀式的幕後策畫者。在雷獸動用朝廷權限設局陷害大老闆期間，現身將變身成暴走狀態的大老闆恢復原狀並與之會談，與白夜一同幫助其逃獄，告訴大老闆葵在此期間，為了拯救他不惜潛入妖都，與險些在北方大地遇難的事。
小說第九卷指點葵使用開啟大老闆過去的鑰匙，告知大老闆的過往，教導葵藉著得知對象真名，加成運用料裡恢復該對象靈力的方式。後於小說第十卷偕同眾座敷童子擔任葵和石榴的紅豆甜點較量賽的裁判。
亂丸（聲：石川界人（成年型態）、杉山里穗（童年時代）；真人舞台劇演員：松村優（折尾屋篇））
狛犬和犬神。擔任「折尾屋」的領班首領，掌管南方大地的八葉，外表是有著鮮紅色長髮與獸耳獸尾的男子，真實身分是守護南方大地神社的神獸，和銀次同為前任南方八葉磯姬的部屬，被銀次視為義兄。靈力耗盡時則會變成豆柴犬的模樣，喜歡的食物是米飯、甜食和肉，性格粗魯且態度很強勢，重視結果且不允許失敗，實則富正義感和責任感。
崇敬收養自己和銀次的磯姬，因為磯姬在世時曾稱讚自己的頭髮，轉而養成蓄長髮的習慣，對三百年前無力守護磯姬而自責，同時對三百年前毀約造成儀式失敗南方大地傷亡的雷獸抱持敵意。磯姬犧牲後跟著銀次成為「折尾屋」的員工，被黃金童子指名為繼任「折尾屋」的領班首領，為了遵照磯姬守護南方大地的遺願和確保折尾屋繁榮，而陸續併吞其他競爭對手，甚至是拋棄所有犯錯的員工，同時亦負責資助南方大地的港區，令港區逐步繁榮改善生產設備和銷售通路，進而延伸出其餘新興產業，改善南方大地的貧困問題。
雖然認識史郎，但一開始對身為人類的葵相當不看好，受黃金童子指使將葵綁架和軟禁於折尾屋，沒收她的髮簪作要脅，要求葵用折尾屋舊館來準備暫居此的松葉大人的餐點，但在籌辦消災儀式期間逐漸認可葵的辦事能力，同時和銀次達成和解，事後代表折尾屋酬謝巨額獎金補欠天神屋的營業虧損以及辦事有功的津場木葵大量食材。並在雷獸動用朝廷權限設局陷害大老闆期間，不惜與妖都槓上，也要幫助天神屋，並帶著天神屋一行人前往北方大地，尋求冰里城城主的協助。
小說第十卷於雷獸被驅逐出隱世後，領導「折尾屋」員工迎接成功營救大老闆的天神屋眾人兼舉辦慶功宴，以此契機向天神屋收取「折尾屋」未開張期間的營收，約談大老闆商談淨化邪气的特效药的生意。小說第十一卷前往現世考察，引進珍珠奶茶相關的現世流行飲食，以提供一年份珍珠的酬勞請求葵協助設計菜單。
動畫版飾演亂丸的配音員石川界人在訪談中稱自己佩服亂丸擁有強烈的完成某件事的願望，即使是為了自己，最終也是為了別人，還有不會特意向別人炫耀的特質。石川認為亂丸在動畫第二季初登場時態度相當粗魯，不僅個性不好，言談語氣還帶著嘲諷，對葵的態度也很惡劣，但是亂丸笑起來的模樣讓他留下了深刻印象，為此在進行配音詮釋該角色的過程中，盡量採用給他人留下負面印象的演繹方式，他表示自己在動畫第二季後期亂丸考慮到折尾屋和相關員工，偕同銀次和其他人員合作完成消災儀式的劇情片段進行配音演出期間，力求能展現出該角色和先前印象截然不同的反差，消弭觀眾對亂丸的負面印象，最終亂丸和銀次在動畫第24集達成和解的橋段，也讓石川認為自己達成了演出目的。
葉鳥（聲：寺島拓篤；真人舞台劇演員：鈴木雅也（折尾屋篇））
天狗。擔任「折尾屋」的掌櫃。天狗長老松葉的三兒子。父子兩關係極差，每次見到松葉都拔腿就跑，而松葉則是追著對方打罵。性格有些輕浮，也是典型花花公子，但因為其觀察顧客消費動態時獨到的細膩心思和親切態度，在折尾屋的女性員工間貌似很受歡迎。喜歡辣食和甜點，對銀次抱有戒備之心。過去因為和史郎性情合拍而成為好友，經常和大老闆下棋，與大老闆之間貌似有什麼協議。
原本和雙親同住，因為不滿松葉責罵母親笹良模仿松葉母親生前的料理，為維護母親遂頂撞松葉，盜賣「天狗祕酒」給南方八葉而打破「朱門山」的天狗族規，被松葉斷絕父子關係趕出「朱門山」，輾轉抵達天神屋擔任掌櫃一段時間，將職位交接給曉後轉職到折尾屋。從父親那聽說葵的事，且受到葵的招待後也相當看好她，在葵被帶到折尾屋的期間，偕同銀次和時彥默默支持著葵，經由葵的協助和松葉正式和解。並在雷獸動用朝廷權限設局陷害大老闆期間安慰葵，告知其東南方八葉石榴與天神屋過去的淵源。
小說第十卷在天狗族現任當家兼兄長葉澄經營的妖都旅店會晤「天神屋」員工，帶領一行人會見長兄葉澄。八葉夜行會期間對於葉澄為保住「朱門山」背叛大老闆感到震驚。雷獸被妖王宣判永久逐出隱世後，於小說第十一卷因為松葉引發的派系鬥爭，辭去折尾屋的工作返回朱門山和兄弟們處理危機，經過家族安排的相親和透過葵的暗中協助，和翠鳥妖一族的翡翠相親期間論及待過「天神屋」和過往的經歷拉近距離，雙方正式結婚。
時彥（聲：平川大輔）
不知火。擔任「折尾屋」的溫泉師兼駐診醫師、静奈的師傅，外表是名消瘦身形，額頭上有傷且冒著鬼火表情陰鬱的長髮男子，屬於妖火系妖怪裡最高等的妖怪。性格很陰鬱，但對靜奈相當執著且相當關心，但對方只感到困擾。喜歡著靜奈。頭上的傷是以前為了保護靜奈而被妖怪弄傷，而鬼火則是因傷而妖氣外漏，偕同葉鳥至天神屋留宿時，一心希望靜奈回到他身邊，但經常都被對方施予過肩摔回絕，最後在葵的幫助下改善了兩人的關係，得知了靜奈想在天神屋修練直到覺得能獨當一面後再回師傅身邊的心聲，最後也決定放手並告訴靜奈會等待她回來，葵被綁架至折尾屋期間默默幫助著她。
小說第十一卷趁著新年假期期間，和靜奈共度佳節。
秀吉（聲：柿原徹也；真人舞台劇演員：栗原大河（折尾屋篇））
妖猴。有兩條尾巴，擔任「折尾屋」的小老闆，與寧寧是兒時朋友且單戀對方。對於犯錯的員工說話毫不客氣，實則熱血愛操心，因為熱衷工作而受旅館員工敬仰，但有時會熱血過頭而被寧寧責備。原本是鎮上出名的壞孩子，直至亂丸造訪城鎮，欽佩於秀吉的身手和號召力，加上時逢銀次轉職天神屋，遂邀請他擔任折尾屋的小老闆。景仰亂丸，對於工作表現出色的銀次抱持自卑意識，故在銀次轉任天神屋後對他相當敵視。在寧寧任職初期負責教導她，對於寧寧對亂丸的單相思雖認為沒希望，仍支持寧寧。初期對葵態度毫不客氣，但後來因為葵幫助開解寧寧的心情，對葵坦承自己對寧寧的感情並要求她對此保密，消災儀式落幕的兩個月後與寧寧一同回家鄉，漸漸的產生情愫後被寧寧追求與締結婚約。
小說第十一卷中與寧寧成婚，育有一子秀康。夫妻倆再度造訪「折尾屋」探視昔日的工作夥伴。
動畫版飾演該角色的配音員柿原徹也在訪談中評論道，稱自己認為秀吉在動畫第21話以前是個吵鬧且略帶煩人的角色，但在動畫版第21話透過刻畫秀吉和寧寧的感情關係，呈現了秀吉的優點，論及動畫第21話最喜歡的場景，柿原表示自己最喜歡秀吉在寧寧睡著期間被問及對她的感情時，坦承自己在乎且支持寧寧的場面。
寧寧（聲：金子彩花）
火鼠。擔任「折尾屋」的女二掌櫃，與秀吉是兒時朋友，外表為粉紅色包子頭髮型的少女。個性看似強勢，其實為人坦率純真，謹慎細心，有著敏感脆弱且不喜外出的一面，處於消極狀態時會導致靈力大亂無法變成人型。幼年隨祖父母光顧天神屋時，因為不慎撞到喝醉酒的顧客遭其責罵，被阿涼出面解圍並給予糖果安撫心情，對阿涼產生欽佩仰慕，以此契機成為折尾屋女招待員，獲亂丸提拔成為女二掌櫃，但在晉升後因為常被顧客和員工拿來與阿涼比較，對其產生崇拜與忌妒的複雜感受。初期單方喜歡亂丸且和剛認識葵的阿涼一樣，對身為人類的葵相當鄙視，對其說話不饒人，被葵評價說「敢單槍匹馬來找碴的阿涼還比較可愛」，陪同駐留折尾屋的葵上街採購與待在茶屋休息期間，向其傾訴對阿涼的仰慕和忌妒，獲得葵的開導始開釋心結而對其友善相待。消災儀式落幕兩個月後，和秀吉返鄉和締結婚約。
小說第十一卷中與秀吉成婚，育有一子秀康。夫妻倆再度造訪「折尾屋」探視昔日的工作夥伴。
黑鶴戒＆白鶴明（聲：鈴木實里）
鶴童子。「折尾屋」的鶴童子雙胞胎廚師，由於兩者外貌相仿，故只能從髮色區別兩者，黑髮者為黑鶴童子戒，白髮者為白鶴童子明，兩者說話與動作和彼此一搭一唱很有默契。兩者是去年才入職折尾屋，對於天神屋與折尾屋的恩怨不感興趣，因此對葵不抱有任何敵意，同時對於葵的料理感興趣。因為對於淀子的餐點要求苦惱而向葵求教，在偕同葵與時彥的合作下成功完成淀子的要求，後協助葵完成消災儀式的宴席料理。並在雷獸動用朝廷權限設局陷害大老闆期間，與天神屋一同前往北方大地，並負責船上成員的飲食。
小說第十卷於雷獸被驅逐出隱世後，被亂丸派遣出席天神屋舉辦的「草莓甜點自助餐會」，參考天神屋的活動構思「折尾屋」的營業方案。
太一（聲：野田順子）
夜雀。「折尾屋」的接待員之一，初登場時負責送餐點給被軟禁的葵，與其他折尾屋員工不同不會對葵有不禮貌的行為，因為家境貧寒，雙親離家出走，和家裡的五個兄弟姊妹各自為了家計而工作，對於願意聘用他們的亂丸抱持感謝之意。並在雷獸動用朝廷權限設局陷害大老闆期間，與天神屋一同前往北方大地。
磯姬（聲：坂本真綾；真人舞台劇演員：小林亜実（折尾屋篇））
前任南方八葉，已故，為南方大地的妖怪磯男和隱世最後的人魚結合所生的混血兒，黃金童子的舊識，外型是個上半身為人型，下半身為魚尾，額頭長有預言水晶，頸部以下的肌膚全被鱗片覆蓋的女性，擁有預知未來即將發生的災厄的能力，喜愛甜食。
早年時期雙親於海底龍宮城遭迫害身亡，孤身的磯姬在海灘發現當時年紀尚小但已成孤兒的亂丸和銀次，預知兩者將成為支持南方大地的神獸遂收養兩者，千年前為平息海坊主現身時帶來的天災，指定亂丸和銀次作為消災儀式執行者，帶著亂丸和銀次四處蒐集資訊，透過和海坊主對話和舉辦盛宴，找到兼策劃出平息天災的儀式，於南方大地建立神社作為往後執行儀式的地點，確立百年一度的儀式宴席體制。但在三百年前因為消災儀式失敗，南方大地遭海坊主帶來的天災襲擊的時候，因為無法對他人見死不救，為了縮小災難規模死守南方土地而犧牲自己。後來其靈魂在大老闆和葵前往龍宮城遺跡搜尋「人魚鱗片」期間以指引巫女的身份現身，指定葵作為執行儀式的祕寶「海寶珍饈」的掌廚者，消失前將亂丸親製給她的珊瑚手鍊贈與葵，拜託葵協助促成亂丸和銀次和解。
信長（聲：小西克幸）
送行犬。折尾屋草創時期便在任的招牌犬暨宣傳部長，被折尾屋員工稱為「阿信前輩」。原本是在現世居住的犬妖，被當時的亂丸發現撿回隱世飼養。喜歡吃葵製作的豆渣餅乾。連天神屋的大老闆都被他的魅力吸引。葵被帶來折尾屋的期間，被小不點用豆渣餅乾賄絡，取來葵的囚房鑰匙。

#### 隱世妖都
久遠前移居隱世，和隱世原住民妖怪發生土地爭鬥的常世妖怪落根的主要地區，此處的妖王家族和貴族泰半為常世妖怪的後裔。
妖王
隱世的最高領導者，居於隱世妖都的鎮座神殿，是縫陰的堂兄和竹千代的祖父。有著由淡粉轉至紫色的漸層髮色，雙眸浮現同心圓的圖樣。兩百歲左右的年輕妖王，平常為人處世富有王者風範，私底個性溫和，顧及自己在隱世的顯赫身份，經常習慣在私下喬裝走访自己感兴趣的地方。天生擁有能夠透視指定對象體內靈能的能力，由於妖王一族的罕見體質影響，受傷與病痛特別難復原，能施展流放指定對象的隱世流放秘術。喜歡的食物是油菜花。在雷獸動用朝廷權限設局陷害大老闆前，原本相當信賴並看重大老闆，因為自幼由大老闆陪伴其側，大老闆宛若其兄長般的存在。
過去多度聽從雷獸的建言治理隱世而獲得彰顯的成效，但在重用對方的同時，無意間對其決策能力產生依賴，種下雷獸操弄權勢的禍端。曾經在妖都宮殿地下的迷宮牢獄偶遇誤闖該處、已有多次潛入宮殿前科的年輕史郎，聽聞史郎訴說許多現世的趣事而交談甚歡，以順勢幫助史郎返回地面為條件，要求史郎經常造訪隱世訴說現世的故事，成為史郎的熟交。得知史郎當時在迷宮牢獄不慎遺失學生手冊後，雖然答應協尋但始終未能尋獲。
曾經在天神屋搭乘夜鷹號行至妖都期間，偷偷外出和喬裝成顧客，光顧葵在船艦上經營的攤車享用漢堡，令葵對其留下深刻印象。
小說第十卷因為天神屋和折尾屋為首的眾人的努力，理解雷獸陷害大老闆、大老闆為援救幼年時期的葵而失去靈力核心、東北方大地利用藥泉開發出淨化邪氣的特效藥的真相，加著孫子竹千代進言不可再被雷獸操控而醒悟，於雷獸試圖攻擊竹千代時為保護後者而身受重傷，正式宣布釋放大老闆，休養期間被石榴餵食了葵製作的生銅鑼燒順利康復，當眾宣判將雷獸永世逐出隱世。事件平息後抽空偕同竹千代、縫陰、律子前往天神屋光顧「夕顏」會晤葵等人，得知葵偕同天神屋等人潛入迷宮牢獄期間尋獲史郎遍尋不著的學生手冊而露出莞爾一笑。
劇情近尾聲時為了替隱世帶來幫助，宣布將鬆綁隱世與現世之間的往來限制，積極導入現世的知識與文化。
竹千代
小說第七卷登場，現任妖王的二王子和其側室堇夫人所生的庶長子，母親是中流貴族世家的千金，原本其母備受寵愛，並在竹千代出生後，母子都受到禮遇並成為目光焦點，但後來因二王子與正室所生的男嬰出生，因此被認定為失去繼承權，立場瞬間一變，失去所有特殊待遇，其母則因為周遭目光的驟變而染上心病，開始食不下嚥，目前在西北方大地進行治療。個性活潑調皮，喜歡閱讀繪本，討厭吃蔬菜（尤其是紅蘿蔔和白蘿蔔）。天神屋等人搭乘星華丸前往妖都調查兼策畫解救大老闆期間，在縫陰和律子的宅邸和葵碰面，經過葵的幫助和指導料理慢慢克服討厭蔬菜與進食的問題，同時和葵成為朋友。天神屋等人留駐妖都期間亦提供葵攸關妖都皇室的情報。
小說第十卷協助天神屋和折尾屋向妖王進言，阻止雷獸的陰謀，被妖王讚嘆其成長和展現的王者風範。事件平息後，跟著妖王抽空前往天神屋光顧「夕顏」和拜訪葵等人。
堇夫人
小說第九卷正式登場，妖王二王子的側室，竹千代的母親。有著優雅的美貌和脫俗的靈氣，舉手投足散發高雅的氣質。出身中流貴族世家，原本和竹千代備受關注，但因為二王子的正室產子，導致母子失去特殊待遇，身心嚴重受影響的堇則移居文門大學院附設醫院療養身體，經常志願為孤兒院『樹樁之家』的院童讀繪本故事。對葵的事蹟有所耳聞，故於文門大學院初次會晤葵的時候勉勵其堅強面對困境。
縫陰（聲：增元拓也）
居住在妖都的妖王家族一員，為現任妖王的堂弟，其妻子律子是名人類，子女則在妖都王宮任職。喜歡的食物是油菜花。因為閱讀薄荷坊於妖都新聞的專欄介紹獲知葵的料理手藝，在結婚記念日時透過白夜委託葵準備紀念日餐點。性格溫和冷靜，對現世文化抱持濃厚興趣且經常造訪現世，同時珍藏著許多異世界的書籍。與太太律子關係良好，兩人會用「小律」、「縫様」互相稱呼，昭和初期遇見在福岡念書的律子，兩人朝夕相處後萌生愛意，但不久後便消失於現世，直到律子因戰爭失去家人後再度出現，將律子帶到隱世並結為連理，誓言這一生都會珍惜律子，且配合律子的外貌而改變自己的外貌年齡。經常帶著律子穿梭於一幅施加「門妖術」的水墨橫幅畫旅遊和閱讀藏書。
折尾屋籌辦消災儀式的期間，偕同律子等人探望被綁架至折尾屋的葵，並同意出借藏匿於橫幅畫裡的蓬萊玉枝作為儀式之用。此後經常和律子居間幫助葵等人渡過難關和提供情報。
小說第十卷於雷獸被驅逐出隱世後，夫妻倆向妖王推薦光顧「夕顏」和享用牛肉燴飯，偕同妖王和竹千代造訪「夕顏」和葵等人相聚。
小說第十一卷看護著因為罹病導致體質虛弱的律子，與所有子孫見證律子的離世。
律子（聲：水橋香織）
現世的人類女性，嫁給隱世的縫陰為妻。為人慈悲為懷，深受隱世人民愛載，夫妻倆同樣喜歡旅遊和閱讀，和丈夫同樣喜歡油菜花料理。出生在昭和初期的長崎，年輕時在福岡就讀女中期間邂逅縫陰，第二次世界大戰後失去所有家人，被縫陰帶到隱世並結為連理，因為長期居住隱世和服用隱世食物的影響，外觀維持在五十幾歲的模樣，對於妖都皇室將自己和縫陰視作玩物懷抱警戒心。慶祝結婚記念日時，吃了由葵製作的東坡肉後因回想起家鄉味而感動落淚，日後獨自拜訪並特別送給葵七色羽衣作為謝禮，得知葵被妖怪覬覦生命的處境後也告訴葵自己也曾被妖怪覬覦生命過，並提醒葵要警覺，不要讓企圖趁虛而入的妖怪得逞。此後經常和縫陰居間幫助葵等人渡過難關和提供情報。被葵視為母親般的存在，同時將葵視若己出。
小說第十卷於雷獸被驅逐出隱世後，夫妻倆向妖王推薦光顧「夕顏」和享用牛肉燴飯，偕同妖王和竹千代造訪「夕顏」和葵等人相聚。
小說第十一卷登場時已高齡90，由於體質變得類似隱世妖怪，罹患無法吸收食物裡的灵力的疾病，經由服用葵製作的長崎蛋糕紓解思鄉之情，留下「此生無憾」和「葵小姐，隐世的妖怪们以后就拜托你了」的遺言，於兩天後在缝阴与所有子孙的守护下安詳離世，皇室的葬礼仅在王族成员的参与下举行。
左大臣
隱世的左大臣，和雷獸有著密切關聯。
家康公
隱世的右大臣，春日的父親兼千秋的兄長。在小說第八卷因為春日遇襲獲救一事，偕同黃金童子會晤清，同時轉達阿涼重返天神屋女二掌櫃職位和黃金童子有求於葵的事情。
赤熊
妖都的將軍。小說第七卷偕同石榴前往迎接竹千代，被竹千代加以斥責，試圖強行捉住葵的時候被佐助和小不點制止。小說第十卷負責看守竹千代的所在處，正當察覺喬裝成洗豆妖和石榴同行的葵面容熟悉時，被石榴及時塞了葵製作的生銅鑼燒打斷，讓她們會晤竹千代。
黑亥
小說第九卷登場，出身將軍世家的豬妖妖都將軍，大老闆、夏葉、石榴的文門大學院時期同窗。個性豪邁，稱呼大老闆「陣八」。奉妖王命令逮捕大老闆。小說第十卷暗助葵、石榴、竹千代等人會晤被囚禁妖都地底迷宮牢獄的大老闆。
鈴蘭（聲：內田真禮；真人舞台劇演員：船岡咲）
女郎蜘蛛，曉的妹妹。在妖都當藝妓，容姿美麗且性格和善有禮，擅於演奏三味線跟跳舞。過去和兄長受史郎照顧一段時間，被接受史郎委託的大老闆收留在天神屋，得知史郎經常光顧妖都後，辭去應侍的工作，前往妖都接受訓練成為藝妓。
對史郎有深厚的情誼與思念，縱使史郎過世，一心希望能再回到現世而努力存錢，甚至跟哥哥曉吵架，在無預警的情況下被賣給八幡屋的反之介當妻子，一度逃出後在大老闆與葵的幫助下暫躲到天神屋，最終在哥哥的祝福與葵的帶領下而到達現世，並在現世守護史郎的墓碑和現世居民的日常。小說第十卷於葵完成現世的大學學業後，正式送別葵返回隱世。
小說第十二卷透露葵和史郎位於現世北九州的舊住處改為妖怪留學生的住宿後，鈴蘭成為該住處的管理者，迄今仍和葵保持書信往來。
薄荷坊（聲：杉山紀彰）
入道坊主。外形為戴著眼鏡的貉之隱世人氣作家，曾多度以大老闆和史郎為創作原型和靈感來源，撰寫許多小說，在妖都新聞報紙上有他的專欄連載。雖然是天神屋的常客，但為了要寫稿沒空吃飯，因此葵特地為其製作能用牙籤插著吃的小飯糰便當，嚐到葵的料理後，退房前再去拜訪夕顏，並在之後的專欄上為夕顏美言幾句，讓葵的生意由黑翻紅。小說第十卷於天神屋的「草莓甜點自助餐會」作為出席賓客，再度和葵相會。
雷獸（聲：日野聰；真人舞台劇演員：須永風汰（折尾屋篇））
本系列作的核心反派角色，出身常世的高等妖怪，來自妖都的貴族世家。以人化狀態登場時為擁有妖艷五官的金髮男子，原型則是擁有條狀斑紋花色的金毛雙尾狼，擁有操控雷電和降雨的能力，亦擅長使用咒術，爪子不但會在被害者傷口深深烙下難以痊愈的裂痕，還帶有詛咒般的傷害，讓獵物因靈力流失而死。性情扭曲且反覆無常，喜歡摧殘他人心靈，藉此見及他人痛苦為樂，言詞常有挑釁之意的享樂主義者。對於不受常規拘束且具備強大膽識力量的史郎抱持濃厚興趣，覬覦著繼承史郎靈力的葵，但對於她的廚藝和其屢次憑藉料理解決危機的行為嗤之以鼻，曾警告葵在隱世也有料理無法解決的問題，是葵害怕的存在。為妖都左大臣的背後靠山，地位和黃金童子平起平坐，唯獨非常害怕白夜不敢對其造次，被白夜蔑稱為「跟不上時代的愚昧之徒」。
三百年前亂丸執行南方大地的消災儀式時，雷獸本宣稱要出借儀式需要的道具「蓬萊玉枝」，但因為故意臨時毀約和出言詆毀時任南方八葉磯姬，還和試圖維護磯姬的銀次發生口角，造成消災儀式因為道具無法湊齊而宣告失敗，南方大地亦受海坊主帶來的天災影響造成嚴重傷亡，連磯姬也為了拯救當地的民眾在災難中殞命。在現任妖王登基後，多番進言出策輔佐妖王，實質藉此控制妖王搬弄權勢。
雷獸在折尾屋籌備消災儀式期間故意將施加咒術的喉糖給葵服用，導致其短暫失去味覺，欲對葵不利時被白夜出面制止，後來在透過妖都皇室靠山脅持大老闆，設局令大老闆在妖王面前，被現身大鏡照射露出原型而遭囚禁。其於小說第七卷利用現身大鏡陷害白夜，令白夜被迫於妖王面前現出原形，但由於白夜及時吃掉葵準備的點心補充靈力逃出王宮而未能得逞。小說第十卷坦承設局利用妖王和八葉囚禁大老闆，實為利用大老闆對邪氣免疫的體質，淨化妖都地底洩漏的邪氣，但在獲知大老闆已於多年前將體內的「核」（心臟）交給童年時瀕臨餓斃的葵服用、失去淨化能力後，再度心生歪念準備傷害葵但被大老闆制止，試圖襲擊竹千代，反而重傷保護竹千代的妖王，最終被銀次、亂丸、白夜合作拘捕，遭妖王判決永遠放逐且不得回歸隱世。
紫門
千年土龍，砂樂的兄長。在妖都經營著名為「影法師」的鐘錶行，位於妖都的原住民特區，連宮中也難以出手，因此是蒐集情報的最佳地點，成為白夜在妖都的據點之一。妻子是經營和培育地下蔬果園的業者，尤其是是山葵特別著名。夫妻倆在天神屋等人潛進妖都期間提供許多情報。

#### 八葉治理地區
現任八葉
| 姓名         | 妖怪類別   | 管理大地 | 備註 |
| ------------ | ---------- | -------- | ---- |
| 清           | 冰人族     | 北方     |      |
| 大老闆／剎   | 鬼神       | 東北方   |      |
| 海龍王       | 龍神       | 東方     |      |
| 石榴         | 小豆洗     | 東南方   |      |
| 亂丸         | 狛犬／犬神 | 南方     |      |
| 八幡屋老闆   | 一反木棉   | 西南方   |      |
| 松葉         | 天狗       | 西方     |      |
| 文門大學院長 | 狸妖       | 西北方   |      |

時任八葉
| 姓名     | 妖怪類別       | 管理大地 | 備註       |
| -------- | -------------- | -------- | ---------- |
| 冰人賢者 | 冰人族         | 北方     | 前任八葉。 |
| 磯姬     | 磯男／人魚混血 | 南方     | 前任八葉。 |
| 黃金童子 | 座敷童子       | 南方     | 代理八葉。 |

##### 北方大地
冰人賢者
前任北方八葉，掌管「冰里城」的城主，冰人族長老。因為長期臥病在床且後代多數已離世，導致北方山區成為無法地帶，後來將八葉職位交接給唯一尚在世的孫兒清。北方大地有別於其他八葉，被包圍在冰天雪地之中，獨立色彩強烈且民族性較為封閉，在歷史中擁有與妖王家平起平坐的地位，但與中央鮮少往來。
清
繼任北方八葉。冰人，冰人賢者最年輕的孫兒，春日的初戀兒時玩伴暨婚約對象，有著空靈外型，個性溫和喜愛閱讀，天资聪颖敏锐且情感細膩的少年，對現世的文化和飲食抱有濃厚興趣。兒時因為體弱多病而長期待在春日家的病院療養，邂逅偶然躲進病房的春日和她成為朋友，互相交流閱讀，以此機緣立志未來要治好身體和充實學識，期許让北方大地像现世的城镇一样充满生机，同時對現世產生興趣，兩人遂藉機前往現世探險，還偶遇史郎給他們五百日圓，抵達附近的咖啡店初嘗提拉米蘇。後因為春日帶清前往現世探險的事情曝光，被文門狸一族拆散，接替祖父成為繼任北方八葉和「冰里城」城主，被居中牽線的文門狸一族安排聯姻迎娶春日。
婚後開始處理北方大地的治安與貧困問題，但卻遇到瓶頸，於小說第八卷天神屋和折尾屋結盟準備解救大老闆期間，向天神屋和折尾屋提出幫助北方大地復興成觀光地的交換條件，同意全面協助天神屋及折尾屋。在春日中彈事件後，迎戰強盜團期間和亂丸服用了葵製作的提拉米蘇，重振精神擬定戰略和亂丸合作成功擒下敌方头目。事後正式向春日敞開心懷並真情相待，一改以往作風，成為更有肩膀的統治者，透過可霧偉團提供的情報，糾出策劃奇襲行動的叔父与叔母。
小說第十卷作為北方大地代表和支持天神屋的盟友，出席八葉夜行會，雷獸被驅逐出隱世後，偕同春日返回北方大地。
小說第十一卷因為冰人族要求清納妾、清和春日共同反對此事的情況，導致春日險遭投毒暗殺，事後於次年和春日育有一對龍鳳胎。
清的叔父与叔母
冰人，策劃可霧偉團襲擊行動、試圖暗殺清的幕後黑手。在暗杀清的计划失败后，企图连夜逃往妖都，却被清埋伏于边境的飞船逮个正着。
雷薩庫
小說第八卷登場，清的近侍，為冰人賢者留下的親信之一。個性嚴謹。
伊塔奇
小說第八卷登場，擔任春日護衛的女性冰人，個性正直負責，帶點好奇心。在葵等人和清搭乘飛船的期間，因為春日委託葵製作當年和清曾經在現世嘗過的提拉米蘇，在旁全程觀察，後來在雷薩庫擔憂裡面是否被參毒時，伊塔奇遂建議試毒兼趁機提出試吃請求。事後在医务室負責看護因為中彈而處於虛弱狀態的春日。
攫猿長老
小說第六卷登場，居於北方大地百目山的攫猿村落長老，族人原本會強擄人類女子，但因為法令禁止遂改成將人類女子當成巫女祭拜，因為村落被名為尾圖魔團的強盜團掠奪佔據，被迫投降伏從尾圖魔團，為了尋求救兵而綁架大老闆和葵，懇求兩者協助奪回村落。
尾圖魔團
小說第六卷登場，專門在北方大地四處掠奪的山男強盜團，先是被大老闆和葵用計吃下參有百目楓樹枝迷藥的披薩迷倒，後被大老闆和趕來支援的佐助全數制服，送交給鬼門大地的捕吏。
兔火地團
小說第八卷登場，北方大地的空中強盜團，在折尾屋和天神屋前往北方大地期間，和折尾屋交戰遭懲戒。
可霧偉團
小說第八卷登場，北方大地的空中強盜團，在葵一行人前往北方大地遺跡探察期間，事先佔領古城對其發動攻擊，以毒彈射傷春日，但後來敗於清與亂丸的聯手合作，並遭到嚴懲，向清透露预谋奇袭的幕后黑手的情報。
冰狼
小說第八卷登場，有著狼首外型的妖怪種族，個性兇殘好鬥，在北方大地被當地居民視為威脅。
雪之子
小說第八卷登場，有著白色的圓體外型的妖怪，在北方大地被視為冰人族信仰的「冬王」的使者，擁有強大靈力且個性溫厚友善的罕見種族。葵和銀次為了尋找醫治春日毒傷的利口菇時，因為遭遇冰狼襲擊，被雪之子們發現帶回住處休養。後來透過小不點的翻譯，提出為祂們製作獻給「冬王」的冰涼甜點的條件，帶領葵和銀次尋找利口菇兼說明利口菇的正確運用方式。
古樹木巨人
小說第八卷登場，據說是活數千年歲月的古木化身而成，即便在隱世亦鮮有人知的巨型樹木妖怪，同時亦是北方大地信仰的「冬王」的真面目。有著會尋找某物而四處遊蕩、再返回原點的特性，而且凡是停留之處皆會生長著北方大地特有的利口菇。葵和銀次偕同雪之子們為其獻上甜點，從而透過阿涼的引導尋獲利口菇。

##### 東北方大地
天神屋員工請參考天神屋。

##### 東方大地
海龍王 龍右衛門
東方八葉。為人大方，經常分送漁產給「天神屋」，主要負責管轄東方大地的魚市集，也是「天神屋」的漁產供應商。在雷獸設局陷害大老闆期間，透過幕後交易答應幫助天神屋，但由於查覺天神屋與折尾屋過從甚密一事感到不是滋味，加著雷獸設局挑撥，在小說第十卷裡八葉將對大老闆審判前夕背叛了天神屋，贊成雷獸將大老闆封印于妖都地底的提議。隨著大老闆現身會場偕同「天神屋」相關盟友說明原委，始理解雷獸幕後操弄眾人的陰謀，目睹雷獸重傷試圖保護竹千代的妖王後，向趕來的武官們說明狀況和加入協助逮捕雷獸的行列。在妖王宣判驅逐雷獸後，轉而為自己背叛天神屋的行為辯護。
龍右衛門的妻子
小說第十卷登場，本名不詳，相較於丈夫更趨向支持天神屋，對於龍右衛門在八葉夜行會選擇背棄天神屋的決策感到歉疚。

##### 西南方大地
反十藏
西南方八葉。一反木棉，大布商老舗「八幡屋」的老闆，反之介的祖父。個性頑固，對自家人寵溺無度，對外人與員工卻十分嚴苛，也有見風轉舵的一面。家族的布商店鋪「八幡屋」本為西南方紡織成衣業龍頭兼慈善事業資助者，以富裕階層為主要客群製作高檔和服，但在隱世平價和服崛起流行時，「八幡屋」過度拘泥傳統而錯估平價和服的流行商機，導致店鋪錯過轉型機會令財務深陷危機。小說第十卷出席八葉夜行會，得知反之介進入天神屋任職訓練的消息感到震驚，贊成雷獸將大老闆封印于妖都地底的提議，但因為大老闆現身眾人面前並偕同「天神屋」相關盟友說明來龍去脈而作罷，同時理解雷獸幕後操弄眾人的陰謀，目睹雷獸重傷試圖保護竹千代的妖王後，呼喚宮廷御醫協助醫治妖王。在雷獸被妖王驅逐出隱世後，為了推諉陷大老闆於不利的責任，反責怪雷獸教壞兒子讓自己吃盡苦頭。
八幡屋老闆之子
西南方八葉。一反木棉，大布商老舗「八幡屋」的老闆之子，反之介的父親。素來寵溺兒子反之介，但由於反之介多度惹事生非將其逐出「八幡屋」，為使其改過自新遂安排反之介進入文門院大學就讀，試圖替後者安排政治聯姻。
反之介（聲：杉田智和；真人舞台劇演員：渡辺貴裕）
一反木棉。大布商老舗「八幡屋」的大少爺／小老闆，「八幡屋」老闆的孫子。人化外型是個銀白色長髮的男子，身邊總是跟著管家和很多跟班。個性好逸惡勞，沉迷聲色犬馬，對自己家族事業和領地的衰敗情況毫不知情。雖然經常擺出一副富家子弟的傲慢態度，但實際上是個欺善怕惡的懦夫，經常在自己惹出麻煩或是無法應付事態發展的時候向祖父求救。被大老闆批評為沒有資格擔任八葉之人。
因為看上妖都藝妓兼曉的妹妹鈴蘭而對她死纏爛打，甚至靠自身財力買下了鈴蘭並對其逼婚，但在葵與大老闆等人的阻撓下以失敗收場，同時因為多度惹事生非遭嚴懲趕出「八幡屋」兼褫奪繼承八葉資格。
小說第九卷因為家族曾為孤兒院資助者的關係，在考試落榜的情況透過家族關係進入文門院大學就讀，但在入學後仍不改其生活態度，加著對鈴蘭念念不忘而對家族試圖為其安排政治聯姻感到反感，再度和大老闆和葵相會後，被文門大學院長夏葉強制要求協助大老闆和葵為孤兒院「樹樁之家」的院童準備除夕年菜，同時被「樹樁之家」的院童敦子當面指謫辦事無能。事件過後因為無所依靠，被大老闆邀請進入天神屋任職訓練。
小說第十卷尾聲成為天神屋助理大掌櫃，小說第十一卷經過曉的培訓正式洗心革面，升職為天神屋大掌櫃，在翠鳥妖一族的翡翠投宿天神屋期間相當關切後者。
羽多子
小說第九卷登場，一反木棉。西南方大地知名鞋店「黑崎屋」老闆的千金，反之介的未婚妻，為人溫和善良且知恩圖報，聰慧但容易受騙。多年前「黑崎屋」陷入破產危機時，反之助向「黑崎屋」反應新買的特製草鞋穿著不適和提出重製要求，促使羽多子和父親研發改良店裡生產的草鞋，此事引起「八幡屋」的注意和出資贊助，使得「黑崎屋」的生意由黑翻紅，同時因為欲報答對方和家族利益的關係，經由「八幡屋」安排和反之介締結婚約，為博得反之介的注目而努力學習。
為了尋找反之介搭乘飛船前往西北大地的途中，遭騙徒誆騙了所有旅費，過度飢餓倒在文門院大學領地內被大老闆和葵發現，獲得葵招待服用後者製作的鬆餅恢復體力，志願協助大老闆和葵為孤兒院「樹樁之家」的院童準備除夕年菜。事後因為看清反之介的為人，決定返回西南方大地精進自己兼壯大「黑崎屋」的生意，期許將來反之介成為繼任八葉時能作為「八幡屋」的支柱。

##### 南方大地
折尾屋員工請參考折尾屋。
三江
磯女。南方土地經營水產店「赤間水產」（原為旅館「赤間屋」）的老闆娘，有著半人半魚的外貌。
舟木
「赤間水產」的老闆。有著嚴肅的外貌，個性卻相當慷慨溫柔。
海坊主／海巨人（聲：水瀨祈）
小說第五卷初登場，隱居於隱世南方大海海域，能穿梭隱世和常世，管理穢物的巨大妖怪。
體型漆黑巨大，個性溫和穩重但極度挑嘴，用餐時則會變成人類三歲孩童般大小的身型，隱藏在神社的垂簾後方。由於每隔百年從南方大海的黑洞現身時都會伴隨毀滅性天災，被隱世眾生視為詛咒化身避而遠之，對於自己被眾人疏遠感到寂寞，為此很期待每隔百年登岸時的消災儀式盛宴，作為上岸時的唯一慰藉，但在三百年前因為雷獸在關鍵時刻毀約，未能取得儀式道具之一的蓬萊玉枝，導致儀式在必備道具未能備齊的情況失敗告終，遂於儀式失敗的一個月後於南方大地降下龍捲風，導致磯姬為了保護南方大地的眾生犧牲。
因為逐漸對折尾屋長期準備的儀式宴席料理感到厭倦，致使折尾屋決定委託葵協助製作本次的儀式宴席料理，最終在葵、銀次、亂丸等人主辦的消災儀式中，首度體會有人關懷的感受，在懷抱感謝的心情中道別葵等人回到海底。
實則是海坊主幫忙抵擋污穢，每一百年就會上岸一次，需要藉由儀式感到感恩而再次獲得抵擋汙穢的力量。
邪鬼（聲：高橋伸也）
惡意匯集的化身邪鬼，棲息於三百年前毀於海坊主帶來的天災的龍宮城遺跡裡，藉著攝取龍宮城遺跡殘留的詛咒力量和獵食孩童維生，後來在龍宮城遺跡遭遇偕同大老闆尋找「人魚鱗片」的葵，欲對其不利，被大老闆及時制止並消滅，對大老闆說其與自己並無不同。

##### 東南方大地
石榴
東南方八葉，時任八葉的少數女性成員。小豆洗，「大湖串糕點店」的店主，大老闆、妖都將軍黑亥、夏葉於文門院大學的昔日同窗，稱呼大老闆「陣八」。喜歡銅鑼燒。
因為其製作的和菓子在隱世裡深受王宮貴族青睞，進而擴張在隱世的影響力。為天神屋的草創者之一，暗戀大老闆。原本對拘泥於傳統的自家產品感到厭惡，希望走出自己的風格，因此在天神屋為房客製作茶點，其作品成為天神屋初期營運的一大賣點，尤其擅長紅豆料理，受到鍾愛紅豆點心的黃金童子賞識，甚至曾有謠言其是大老闆未婚妻與天神屋女老闆接班人，但後來為了精進自己，揮別天神屋，但在此段期間，認為只有經典才經得起時間考驗，因此回到大湖串糕點店重新修煉，並擔任宮中御用甜點師，成為八葉後，為了小豆洗厭惡鬼族的立場，因此和天神屋的關係不佳。
曾和黃金童子學習結界術，對葵的事蹟有所耳聞。初次和葵交流時用自己製作的大福換得葵的馬卡龍品嘗，指出葵若要獲得她的協助，則必須超越過去的影響，而非讓她看見過去的自己，還試圖和妖都將軍赤熊迎接竹千代，但被現身維護葵的竹千代指謫她不如葵那般真心關切他的心理。
石榴在小說第十卷經由黃金童子和其他座敷童子的見證，和葵展開紅豆沙甜點較量，以自製的蒸栗子羊羹對抗葵製作的生銅鑼燒，見識葵的料理本事和經由黃金童子提點拘泥的心態，對葵甘拜下風，表示自己已厭倦和希望卸除八葉的職位，同意幫助葵等人會晤大老闆和支持天神屋，將葵製作的剩餘生銅鑼燒預先冷藏以備談判之需。她在出席夜行會期間預先將葵製作的生銅鑼燒帶往會場，在大老闆現身夜行會向眾人說明來龍去脈、雷獸重創妖王後，端出葵製作的生銅鑼燒幫助妖王恢復體力和治癒傷勢。以妖王宣判將雷獸驅逐出隱世為契機，辭去了八葉的職位，受邀出席天神屋的「草莓甜點自助餐會」和體認葵深受疼愛的事實，得知葵準備返回現世完成學業和不捨「夕顏」的心情，遂提議葵利用周末或連假返回隱世經營「夕顏」。
水麥冬
小說第十卷登場，小豆洗，石榴的得意門生。在石榴和葵展開紅豆沙甜點較量期間，擔任石榴的助手。

##### 西方大地
松葉（聲：大塚明夫；真人舞台劇演員：山﨑雅志）
年邁的老天狗，是天狗一族的長老，掌管西方「朱門山」八葉。個性倔強，喜愛喝酒。
母親是人類，曾經追求人類女性未果，為政治因素考量迎娶鷺妖的千金笹良為妻（已故），和笹良共育有六名兒子，對於自己因為固執虧待妻子笹良和三子葉鳥而造成遺憾一事懷疚在心。與史郎是舊識，曾也是喝醉而掉入大甘露川裡被史郎所救，還被史郎討謝禮。
本身是天神屋的常客，一度吃膩了天神屋一成不變的料理而要求換菜色，但料理長不願意而吵起來，天神屋為補償松葉而在宴席用飛船「天閣丸」補辦宴席招待他，但松葉因為喝醉不慎從「天閣丸」摔落地面，被葵發現帶進「夕顏」照顧和款待而恢復。隔日為了感謝葵的招待，將原本要送給史郎的天狗的寶扇轉送給葵，還在得知葵的境遇後打算邀請她到朱門山並幫她還清債務，但在葵的婉拒下而作罷。之後將葵視為己孫，並告知大老闆要好好對待葵，為了花火大會住進折尾屋時再度遇到葵，成為她有力的靠山，使葵在折尾屋時有一定的保障，透過葵的居中協助成功和葉鳥和解，同意提供朱門山天狗秘寶其一的「天狗秘酒」作為南方鎮災儀式之用。
小說第十卷於雷獸被驅逐出隱世後，帶領眾天狗前往天神屋送別返回現世完成學業的葵。
小說第十一卷因為四處惹事生非被許多店家索討賠償金，造成天狗族被其他妖怪排斥，加著耍任性不慎打破祖先从妖王手中获颁的大酒杯而引發危機，導致葉鳥和兄弟們被迫收拾殘局。
笹良（聲：名塚佳織；真人舞台劇演員：一村すみれ）
鷺妖。松葉的亡妻，葉鳥的母親，據葉鳥形容生前是名溫柔怯懦愛操心但體弱多病的美人。
原本是鷺妖一族的名家千金，婚後為了讓松葉認同自己，努力研究松葉母親生前遺留的食譜精進料理技巧，但因為松葉對其沒有感情基礎，時常遭其怒言相向，之後因為松葉不滿笹良擅自模仿自己的母親的料理（筑前煮），遭其怒斥而哭泣，導致葉鳥為此頂撞松葉甚至盜走「天狗秘酒」轉賣給南方八葉而遭逐出家門，病故前請求松葉務必對葉鳥伸出援手，令松葉幡然悔悟並以真正的夫妻之情陪伴笹良走完人生。
葉澄
小說第十卷登場，天狗，西方大地兼「朱門山」繼任統治候選者，妖都旅店的店主。松葉的長子，葉鳥的長兄。容貌和葉鳥相似，但體格較為健壯，在缺乏定性的天狗之中是少數專情又穩重的愛妻男，非常景仰大老闆並視其為榜樣，私底被葉鳥評為「格外地怯懦，个性上有些神经质与格局狭小的部分」，因為先前父親屢次闖禍，導致父子關係不佳。由於先前雷獸為了阻撓西方大地在八葉夜行會支持天神屋，三番兩次雷擊西方大地的領地森林威脅天狗族，加著考量到妖都需要大老闆的特殊能力，為了顧及家鄉和族人安危而本欲置身事外，但由於阿涼請纓協助臨盆的妻子鷹子接生，加著曉、葉鳥、鷹子曉之以義，終決定在八葉夜行會支持天神屋。結果在八葉夜行會再度顧及族人安危，贊成雷獸將大老闆封印于妖都地底的提議，及時因為大老闆現身說明失去淨化邪氣能力的原委而作罷。雷獸被妖王驅逐出隱世後，對於成功守護住「朱門山」一事感到欣慰不已。
小說第十一卷已成為「朱門山」繼任當家，因為父親引發的麻煩主張「朱門山」天狗應學習謙虛的態度，同時面對叔父和堂兄弟可能奪權的危險，勸說葉鳥接受和翠鳥妖一族的相親，成為撮合葉鳥和翡翠的機緣之一。
鷹子
小說第十卷登場，鷹妖（小說第十一卷提及），葉澄的妻子，初登場時已有孕在身。曉和阿涼為大老闆尋找支援而造訪的期間，因為臨時破水，致使阿涼緊急為其協助接生。事後曉和愛為了讓在場的眾人填飽肚子，親自製作水餃給包含鷹子在內的眾人享用；鷹子則在和葉澄享用享用水餃的期間，勸籲葉澄不要屈服于惡勢力和做出不會令自己後悔的決斷，是促成葉澄在八葉夜行會支持天神屋、以及曉和阿涼感情的關鍵人物。
雙葉
小說第十一卷登場，松葉的次子兼葉鳥的二哥。從隱世遠渡現世擔任歌舞伎演員生活，認識現世的女子成婚，在葉鳥從「折尾屋」辭職返回朱門山期間寄了環遊世界遊輪旅行的風景明信片給葉澄。被葉鳥評價「比他更轻浮，满口谎言，是个完全不值得信赖的男人。」
秋葉
小說第十一卷登場，松葉的四子兼葉鳥的大弟，在妖都王宮任職。个性认真耿直且有相當程度的處事能力，但在過去經常向葉鳥展示驕傲的態度。在松葉因為打破老祖先从妖王手中获颁的大酒杯而引發危機後，忙著跟妖王说情解圍。
葉矢手
小說第十一卷登場，松葉的五子兼葉鳥的小弟，個性聪敏机灵且善解人意，相當愛惜手足，在文门大学任教，已婚並育有孩子。
翡翠
小說第十一卷登場，翠鳥妖，人形姿態是擁有空靈外型的美貌女性，同時是葉鳥的相親對象。隱世的深山鄉下出身，因為偶然遇見來到村落駐留兩季的妖都男商人而墜入愛河，對方留下會再次造訪村落的承諾便返回妖都，後來翡翠不顧父親反對離家，前往妖都擔任貴族傭人生活兼尋找該名商人，但得知商人已有妻小並被給予分手費而遭受打擊，返回家鄉後更被鄉親嚼舌根，為了療癒情傷花掉分手費而暫宿天神屋。經過葵招待柿子布丁和開導後重新調適心情，透過父親安排相親邂逅葉鳥，在理解彼此境遇的狀況後互生相惜之情，正式結婚成為夫妻。

##### 西北方大地
文門大學院長
西北方八葉，掌管文門大地，文門貍一族的成員，為隱世首席學府「文門大學院」的校長，同時是文門大學院附屬孤兒院『樹樁之家』的經營者。家康公和千秋的父親，春日的祖父。
夏葉
隱世西北大地的八葉，文門貍一族的成員，為隱世首席學府「文門大學院」的校長，同時是文門大學院附屬孤兒院『樹樁之家』的經營者。家康公和千秋的母親，春日的祖母，大老闆、石榴、黑亥就讀文門院大學時期的同窗，同後兩者稱呼大老闆「陣八」。精於政治手腕，多年前拆散春日和清，將春日逐出家門，之後為確保西北方大地和北方大地的政治局勢安定，安排春日和清結成政治聯姻。
小說第九卷為葵解救春日一事親自致謝，向大老闆和葵介紹文門院大學和孤兒院『樹樁之家』收容各地孤兒教育的歷史，說明反之介透過家族關係入學的原委，因為不滿文門之地的餐飲品質，加著品嘗過葵製作的三明治認可其料理本事，遂接受千秋的提案委託葵幫助『樹樁之家』旗下校舍「白三葉館」的院童準備除夕年菜。後來暗地向黑亥通報大老闆的藏身處，致使大老闆被逮。
小說第十卷在大老闆現身向妖王和眾八葉說明失去淨化邪氣能力和多年前援救葵的始末期間，作為大老闆的佐證者，向妖王出示當年和黃金童子合作研發大老板的靈核相關數據資料。雷獸被驅逐出隱世後，作為受邀賓客出席天神屋的「草莓甜點自助餐會」。
吳竹
文門貍一族的成員，夏葉的私人秘書。據葵形容為散發著菁英氣息且個性溫和穩重的長者。
楓
小說第九卷正式登場，文門大學院的圖書館管理員，曆史古書管理室的室長，千秋的新婚妻子。有著凜然眼神的雙眼，個性略帶強勢且不擅料理。學生時代邂逅千秋相戀，締結婚約許久始於小說第九卷正式完婚。協助大老闆和葵調查隱世的歷史和剎鬼一族的過去。
敦子
小說第九卷正式登場，一反木棉，文門大學院附屬孤兒院『樹樁之家』的「白三葉館」院童，被葵形容有著冰山美人的外貌和男孩子氣的膨鬆白短髮，為人早熟且富美感品味，經常和其他兩名院童帶頭惡作劇。原本是西南方大地布商「八幡屋」旗下和服店的員工之女，因為「八幡屋」事業慘敗導致父親被裁員，此事亦使得母親帶著妹妹離家下落不明，父親則因牽涉犯罪行為被捕，無依靠的敦子則被送進孤兒院『樹樁之家』生活。大老闆和葵幫助「白三葉館」準備除夕年菜期間，帶領兩名院童弄亂會場布置，當面指謫反之介和西南方八葉統治無能的事實，後來經由千秋和葵的引導復原會場，協助葵進行除夕年菜佈置，被葵認可其佈置美感和鼓勵以成為隱世的模特兒為目標。
阿蝶
小說第九卷正式登場，有著文靜凜然外型的座敷童子，黃金童子的眷屬，擔任黃金童子的別墅「罌粟花莊」的管理者。大老闆和葵駐留文門院大學期間，負責服侍兩者的起居。

#### 其他隱世地區
淀子（聲：沼倉愛美）
心情不好就下雨的雨女，抖Ｓ性格的富家千金，家族掌管南方大地和西南大地的多數水資源且坐擁巨大儲水庫，折尾屋難搞的客人。喜歡味道偏重和辣的料理，心情變化快且很挑食，但很有規律的討厭一種食物兩天。是歌舞伎演員雪之丞的戲迷，極度崇拜史郎。
因為葵親自示範文字燒的製法，加著驚嘆於其製作的文字燒和洋芋片的滋味，遂懇求葵傳授文字燒的作法，同時力薦後者將洋芋片列入菜單之中，對葵提供的服務和料理給予高度評價，為此和時彥替協助葵而被亂丸約談的鶴童雙胞胎解圍，於眾人準備南方消災儀式時同意出借秘寶「虹結雨傘」作為儀式之用。
小說第十卷於天神屋的「草莓甜點自助餐會」作為出席賓客，再度和葵相會。
三成（聲：赤羽根健治）
淀子大小姐的僕人，有抖Ｍ受虐癖的傾向，被淀子踹的時候會很高興。
冰衣（聲：東城日沙子）
冰柱女。隱世的冰店「古賀冰堂」老闆娘，身材高挑，為人直爽且說話帶有地方鄉音，專門提供冰塊供給「天神屋」和「折尾屋」使用和負責維修冷藏空調設施，也兼營販賣刨冰的生意，對葵的事蹟有所耳聞，為此送冰給「天神屋」期間建議葵讓「夕顏」和「古賀冰堂」兩家店合夥做生意，後來和葵合作製作刨冰招待「天神屋」的員工和顧客。
六助（聲：高橋伸也）
轆轤首。水卷農園的負責人，提供「天神屋」蔬菜水果的供應商。
小千（聲：古賀葵）
目一鬼和單眼妖怪。單眼女掌櫃的親戚小女孩，跟著家族投宿「天神屋」期間，和其他同行孩子在天神屋嬉鬧惡作劇，後來因為（小說：和服帶）（動畫：髮飾）不慎遺失，跟著兩個哥哥誤闖地下開發設施，最終在葵和曉的幫忙下尋回失物。
牛鬼
隱世的牧場經營者，專門提供「天神屋」乳製品的供應商。
油吉（聲：福松進紗）
外型是巨大蟾蜍的隱世商人，喜歡在喝醉酒時對女性動手動腳，因為對寧寧動手導致其逃跑，不滿折尾屋招待不周而出手掌摑寧寧，但被秀吉及時擋下，後來在阿涼的出面調解下平息這場風波後，被白夜等人揭發其販賣給折尾屋的蓬萊玉枝是贗品。
鵺
擅於變化型體的妖怪，過去曾在百目山修練習得第一百種變化姿態，令百目山從此變成許多妖怪練習幻化的地點，也因此讓此地被稱呼為百目山。在作者另一部作品《淺草鬼妻日記》揭露為作中角色繼見由理彥的前世，在平安時代曾以藤原公任的偽裝身份在人類世界活躍。
鈴女
人類，白夜的亡妻，生於室町時代，過世時未滿五十歲，唯一擅長的料理是當時的日式豆腐料理味噌田乐。六百年前意外抵達隱世而失憶倒在河邊，由於白夜發現她的時候，正被一群麻雀環繞著啄食她的米袋，遂取麻雀的日語諧音「すずめ」為其命名。白夜不放心讓不願回歸現世的她在隱世落單行動，遂志願帶著她隨行，雙方繼而日久生情結為夫妻，但由於白夜身處宮廷，經常面臨包含雷獸在內的權力鬥爭，連帶讓鈴女受牽連勞煩心力，臨終前告訴白夜忘記她的名字和尋覓能夠陪伴帶給他幸福的對象，過世後被葬於妖都的大靈園。
熊衛門
小說第十一卷登場的熊妖，因為母親有病在身而四處借貸，結果不但債務越加龐大，連三餐也難以溫飽。為了趕上隱世追逐史郎的熱潮賺錢，冒險闖進天神屋偷走史郎的照片，但被葵和天神屋員工逮住，被葵要求吃下她製作的納豆土司飽餐後，從小不點的手裡收下現世巧克力包裝上、在隱世蒐藏價值百萬的稀有金天使貼紙，謝過葵和小不點便返回家裡照顧母親。

### 現世
水連
小說第十一卷登場，水蛇，人形姿態是穿著外褂并戴著单边眼镜的男子。從隱世隱居現世淺草的妖怪药师，參與了净化鬼门大地邪气的药剂开发，大老闆的熟交。向大老闆透露常世的九尾狐策劃某項隱謀的事件。在作者另兩部作品《淺草鬼妻日記》、《水無月家的婚約》也有登場，是曾任《淺草鬼妻日記》女主角茨木真紀的前世「茨木童子」眷屬的妖怪。
深影
小說第十一卷登場，八咫烏，人形姿態是戴著眼罩的黑发少年，作為水連的助理待在現世淺草的藥店協助店務。在作者另一部作品《淺草鬼妻日記》也有登場，是曾任《淺草鬼妻日記》女主角茨木真紀的前世「茨木童子」眷屬的妖怪。
麻糬
小說第十一卷登場，外型像是体型圆润的企鹅雏鸟，其實是名为月鸫的鸟妖，擅长幻化为各种外貌。按照大老闆的說法，麻糬的主人是「居住於淺草、同為鬼族的兩位舊識」，即《淺草鬼妻日記》的茨木童子與酒吞童子的轉世兼該作男女主角：茨木真紀和天酒馨。
木罗罗
小說第十一卷登場，服侍水連的紫藤树精灵，外型是淡紫色頭髮的女僕少女，其實是無性別。因為無法脫離樹的本體而渴望與人交流，千年間與經常陪祂談話的大老闆成為朋友。後來透過自身成長可透過他人放置本體的紫藤樹枝自由行動。在作者另一部作品《淺草鬼妻日記》也有登場，是曾任《淺草鬼妻日記》女主角茨木真紀的前世「茨木童子」眷屬的妖怪。
酒吞童子、茨木童子
小說第十一卷首度提及，千年前曾經關照身處現世的大老闆的妖怪夫妻，酒吞童子為大老闆的摯友，茨木童子則是酒吞童子的妻子。在小說第十一卷時間點時已轉生成為人類在淺草地區生活，亦即《淺草鬼妻日記》男主角和女主角：天酒馨和茨木真紀。

### 津場木家
津場木葵的家族，於現世裡為知名的驅魔師一族，族人泰半擁有能夠看見妖怪和特殊的靈能力。由於史郎得罪常世之王導致其他族人遭受池魚之殃，依據血緣和史郎的接近程度承受不同程度的厄運，僅有葵在幼年時期受益於大老闆和銀次出手相救而永久解除詛咒。在作者另一部著作《淺草鬼妻日記》揭露為退魔名門源家的分支家族。
津場木史郎（聲：井上和彥；真人舞台劇演員：鷲尾昇）
人類。葵的祖父，故人。為牽引劇情發展的其中一位核心人物。年輕時期相貌俊美，嗜好享受美食，尤其是魚類料理、油菜花和偏鹹辣的食物（但為了教導葵能製作符合妖怪喜歡的口味，對其誆稱喜愛味道清甜的料理），討厭麵包和冷掉的食物，不喜歡春天。生前的願望，是用葵的料理作為人生的最後一餐，據大老闆形容是個喜歡自由和有趣事物、擁有罕見強大靈力但討厭人類的驅魔師。喜歡飲酒但是酒品很差，一旦喝醉酒就會惹出麻煩，同時因為自身背負的「詛咒」會危及身邊的親人，對自己造成母親病情惡化逝世及兒子杏太郎意外過世自責。
生前在現世時對自己喜歡妖怪、但作為驅魔師必須幫助人類強勢處理妖怪的處境產生疑問，轉而和家族斷絕關係，因為沒有固定職業而旅歷四方，在各地和當地結識的情人擁有數不清的私生子女，同時也給當時接觸過他的人們帶來麻煩。年輕時期偶遇在現世出差的大老闆，追著後者搭乘前往隱世的飛船而認識隱世的存在，此後常往來隱世，其名聲在隱世可說是眾所皆知，特別是跟天神屋的妖怪們有深厚的關係，同時和現任妖王交情匪淺。因為常在天神屋白吃白喝，於某次準備趁機逃跑時反而被逮住，不僅在「天神屋」進行債務協商的時候，醉酒胡鬧而砸毀「天神屋」近半的設施和物品，還打破國寶級的瓷器而欠下億元的負債，出面談判的大老闆要求史郎在「留在旅館工作」、「賠錢償債」、「被他吃掉」三者擇一賠償「天神屋」，史郎因為愛好自由不願被大老闆吃掉，加上身邊沒有足以抵債的資金，遂約定若是將來過世時仍未能償還債務，便以靈力最高的孫女（葵）嫁給天神屋大老闆做為擔保來還清債務。
史郎於邁入30歲那年返回現世生活，和葵的祖母結婚，為替妻子尋覓治病藥物前往常世探險，此期間常世之王因為女兒傾心史郎，遂下令招募史郎為女婿，但由於史郎牽掛妻子拒絕這樁婚事，導致常世之王女深受打擊而遺落詛咒自盡，常世之王憤而利用愛女的遺體對史郎施展「其重視的人（特別是直系血親）皆會早逝」的詛咒，導致血緣與史郎越親近者越容易遭遇不幸。兒子杏太郎逝世後，史郎為尋覓解除家族詛咒的方式四處奔走。晚年時期從孤兒院領養年幼的葵她並教導她做菜，不時提醒葵須慎防妖怪和鬼神的危險性，同時為了照顧葵開始定居且勤奮工作，最終於劇情開始前的一個月，因不慎失足而從樓梯跌落，在醫院中過世，未能實現品嘗葵的料理作為人生最後一餐的心願。
小說第十卷，其精神意識透過其遺留在迷宫牢狱的學生手冊，以年青時期的姿態現身在葵的面前，向葵表達不捨與祝福之情後消失。小說第十一卷葵在天神屋附近的櫻花樹，挖掘到史郎生前埋在此處的年輕時期照片。新年時期出現在葵的初夢中，告知自己過得還不錯。
葵的祖母
人類。小說第九卷於大老闆的口述回憶中提及，故人。史郎的終身摯愛。身體病弱，出身普通家庭但能夠感覺和理解妖怪的存在。史郎顧及其病情而四處為其尋找治病的藥物。於產下兒子杏太郎後隨即逝世。
津場木茜
人類。本系列作小說第六卷於葵的回憶裡登場，葵於小學四年級時偶遇的小學低年級男孩，多年前於史郎帶著葵返回家鄉祭拜葵的曾祖母期間，現身在葵的面前，將切成兔子形狀的蘋果分給葵享用，很討厭妖怪，靈力很強大。在作者友麻碧的另一部作品《淺草鬼妻日記》裡已是高中生，是該作品的陰陽局王牌成員，揭露為葵的遠房堂弟，家人有祖父兼史郎的兄長巴郎、父親咲馬、母親明菜、姊姊桃香，對史郎的詛咒波及家族導致他必須每天做解咒儀式頗有怨言。
津場木杏太郎
人類。小說第九卷於大老闆的回憶提及，史郎已故的兒子兼葵的父親。因為出生後母親隨即逝世和史郎深受此事打擊的影響，加著母親的姊姊（葵的姨婆）不放心讓史郎照顧他，遂交由母親的姊姊撫養成人，史郎則不時抽空探望他。個性正經友善且爽朗真誠，容貌和史郎相仿，繼承家族的強大靈力。高中時期初次會晤大老闆，此後常和大老闆報告自己的人生重要事件，但由於知曉父親和大老闆之間的約定，對於葵作為大老闆的新娘一事抱持疑慮。後來受家族詛咒的影響，在工作途中因為飛機失事罹難。
葵的母親（聲：衣川里佳）
人類。名字不詳，深愛杏太郎，對於能看見妖怪的葵抱持厭惡態度。被杏太郎形容是個溫柔能幹負責的女子，實則缺乏父母疼愛。丈夫逝世後，多度帶著葵流浪於日本各地過著顛沛流離的生活，直至多年前在某個雷雨天命令葵不准離開家，便為了追逐杏太郎獨自拋棄葵離家出走，葵則在一週後被社工送往孤兒院。
葵的曾祖母
人類。名字不詳，小說第六卷提及，是少數知道家族詛咒的人，葵尚未出生前，受史郎的詛咒影響導致病情惡化而去世。

### 常世
常世之王女
時任常世之王的女兒，在史郎為了替妻子尋覓治病藥物前往常世探險期間，對史郎心生傾慕，但是被史郎拒絕後遭受打擊，遺留詛咒自盡。
常世之王
統治常世的時任君主，由於女兒傾慕史郎，有意將史郎招募為女婿。在女兒尋短後利用她的遺體向史郎及其家族施加詛咒。

## 外部連結
- （日語）「妖怪旅館營業中」富士見L文庫（页面存档备份，存于）
- （日語）電視動畫「妖怪旅館營業中」官方網站（页面存档备份，存于）
- （日語）「妖怪旅館營業中」電視動畫官方推特的X（前Twitter）
- （日語）「妖怪旅館營業中」舞台劇官方網站